# 哈利·弗思
哈利·弗思（英語：Harry L. Firth，1918年4月18日—2014年4月27日），是一名澳大利亚赛车手和管理者。1950年代至1960年代，他成为一名赛车领军人物，并且担任澳洲福特车队和霍顿销售者车队的领导人。
2014年，他去世，享年96岁。